# Gungvala
Gungvala är en ort i Karlshamns kommun i Blekinge län. Den klassades som småort 1995 med 12 hektar och 50 invånare. År 2000 låg invånarantalet under 50 stycken och dess status som småort upphörde. Mellan 2015 och 2020 och åter 2023 avgränsades här ånyo en småort.
I Gungvala finns Gungvalamasten, en av Sveriges högsta tv-master.